# Comisión (mafia siciliana)
La Comisión de la mafia siciliana, conocida como Commissione  o Cupola, es el organismo de los principales miembros de la mafia para decidir sobre cuestiones importantes relativas a la organización, las acciones a llevar a cabo, y de solución de controversias dentro de la mafia siciliana o Cosa Nostra. Está compuesta por los representantes de los mandamenti (un distrito de tres familias mafiosas geográficamente contiguas) llamados capo mandamento o rappresentante. La Comisión no es un gobierno central, sino un mecanismo de representación para la consulta entre familias mafiosas independientes que deciden por consenso. "Contrariamente a la imagen extendida presentado por los medios de comunicación, estos organismos de orden superior de coordinación no se puede comparar con las juntas ejecutivas de los principales despachos de abogados. Su poder es intencionadamente limitado. Y sería erróneo ver en la Cosa Nostra un sistema de gestión centralizado, un gran holding mafioso de ámbito internacional," según la criminóloga Letizia Paoli.
Su jurisdicción se extiende sobre una provincia; cada provincia de Sicilia tiene una especie de Comisión, a excepción de Messina, Siracusa y Ragusa. En un principio la idea era que los jefes de familia no se reuniesen en la Comisión, pero a fin de evitar desequilibrios de poder serían nombrados algunos miembros importantes. Sin embargo, esta regla no se cumplió desde el principio. De acuerdo con el pentito Tommaso Buscetta la primera Comisión llegó a existir "para resolver las disputas entre los miembros de las diversas familias y sus jefes", con el fin de disciplinar a los miembros de cada familia. Solo más tarde se amplió su función para "la regulación de las actividades de todas las familias en nombre de la provincia."

## Exposición
La primera vez que se tuvieron noticias de la existencia de la Comisión fue en 1965 durante la investigación de la llamada Primera guerra de la mafia  por el juez Cesare Terranova. Terranova se basó en un informe confidencial de los Carabinieri de 28 de mayo de 1963, en el que un informante confidencial reveló la existencia de una comisión integrada por quince personas - seis de la ciudad de Palermo y el resto de municipios de la provincia - "cada uno con el rango de jefe de un grupo o de una familia de la mafia." El juez Terranova no creía que la existencia de una comisión significara que la mafia fuese una estructura totalmente homogénea. En 1973, Leonardo Vitale – una mafioso de bajo rango– desveló la existencia de la Comisión, pero sus revelaciones no fueron tomadas en consideración en ese momento y Vitale fue juzgado como un perturbado.
La existencia de la Comisión fue establecida por primera vez por un tribunal de justicia durante el Maxi Proceso de 1986-87. Las bases para este Macrojuicio se dieron en la fase de investigación preliminar por el Pool Antimafia  de Palermo, creado por el juez Rocco Chinnici en el que los jueces Giovanni Falcone y Paolo Borsellino trabajaron con éxito. Fue Tommaso Buscetta quien definitivamente reveló la existencia y el funcionamiento de la Comisión, cuando se convirtió en colaborador de justicia y comenzó a dar pruebas al juez Giovanni Falcone en 1984. Ello permitió a Falcone argumentar que la Cosa Nostra era una estructura unificada y jerárquica regida por una Comisión en la que sus dirigentes – que normalmente no se ensuciaban las manos con actos delictivos – podían ser considerados responsables de las actividades delictivas que se cometían en beneficio de la organización.
La condena sobre la existencia y funcionamiento de la Comisión fue confirmada en primer grado. La mafia se identificaba con la organización de la Cosa Nostra, y fue definida como una organización única y de tipo piramidal, en lo provincial dirigida por una Comisión o Cúpula y en lo regional por un organismo interprovincial, en la que el jefe de la Comisión de Palermo tenía un papel hegemónico. Esta suposición se hizo conocida como "teorema de Buscetta". Pero esta visión de la Cosa Nostra no fue reconocida inmediatamente. Otros magistrados, en particular, Corrado Carnevale –  también conocido como el Matasentencias – de la Corte Suprema (Corte di Cassazione), sostuvo que estas asociaciones mafiosas eran grupos autónomos, no conectadas entre sí, y por lo tanto, que la responsabilidad colectiva de los miembros de la Comisión no existía. La visión de Carnevale prevaleció en la apelación del Maxi Proceso, pero el teorema sería confirmado por la sentencia definitiva del Tribunal Supremo en enero de 1992 (Carnevale no presidió el tribunal que dictó dicha sentencia). Mientras tanto, el Pool Antimafia de Palermo fue desmantelado y el juez Rocco Chinnici había sido asesinado en 1983.
Muchos jefes mafiosos fueron condenados a cadena perpetua y la Cosa Nostra reaccionó con furia encadenando una serie de asesinatos por venganza debido a la sentencia de la Corte Suprema de Justicia. La mafia había contado con los políticos Salvo Lima y el primer ministro Giulio Andreotti para que Corrado Carnevale revisase las sentencias. Carnevale se había dedicado a anular muchas sentencias de mafiosos alegando defectos de forma. Carnevale, sin embargo, tuvo que ceder debido a la presión de la opinión pública y de Giovanni Falcone – que en ese momento se había trasladado al Ministerio de Justicia. Falcone fue respaldado por el ministro de Justicia Claudio Martelli a pesar de que este servía bajo el primer ministro Andreotti. En marzo de 1992, Lima fue asesinado, seguido de Falcone y Paolo Borsellino en ese mismo año.

### Comisión Interprovincial o Regional
Aun habiendo dudas de su existencia, según el pentito Tommaso Buscetta se creó en la década de 1970 una commissione interprovinciale – Comisión Interprovincial – mientras que el pentito Antonino Calderone afirmaba que había existido un rappresentante regionale en la década de 1950 incluso antes de que las Comisiones y los capi mandamento fueran creados. El rappresentante regionale en aquellos días era un tal Andrea Fazio de Trapani.
La Comisión Interprovincial o Comisión Regional fue puesta en marcha probablemente en febrero de 1975, a petición de Giuseppe Calderone de Catania, que se convirtió en su primer "secretario". Los otros miembros eran Gaetano Badalamenti (Palermo), Giuseppe Settecasi (Agrigento), Cola Buccelato (Trapani), Angelo Mongiovì (Enna) y Giuseppe Di Cristina (Caltanissetta).
Según el pentito Leonardo Messina, la Comisión Regional en 1992 estaba compuesta por Salvatore Riina para la provincia de Palermo, Benedetto Santapaola  para la provincia de Catania, Salvatore Saitta para la provincia de Enna, Giuseppe "Piddu" Madonia para la provincia de Caltanissetta, Antonio Ferro para la provincia de Agrigento y Mariano Agate para la provincia de Trapani.

## Historia y reglas
Según Tommaso Buscetta la primera Comisión de la mafia siciliana en la provincia de Palermo se formó después de las reuniones entre mafiosos sicilianos y americanos que tuvieron lugar en Palermo entre el 12 y el de 16 de octubre de 1957, en el hotel Delle Palme y en la marisquería Spanò. Los gánsteres americanos Joseph Bonanno y Lucky Luciano sugirieron a sus homólogos de Sicilia que formaran una Comisión, siguiendo el ejemplo de la mafia americana que había formado su Comisión de la mafia americana en la década de 1930.
Los sicilianos estuvieron de acuerdo con esta sugerencia y Buscetta, Gaetano Badalamenti y Salvatore "Ciaschiteddu" Greco establecieron su funcionamiento y reglas. Así pues, a principios de 1958 la mafia siciliana formó su primera Comisión. Estaba formada por las familias de la provincia de Palermo, que tenían la mayor concentración de cosche (familias o clanes mafiosos), aproximadamente 46. Salvatore "Ciaschiteddu" Greco fue nombrado su primer segretario (secretario) o rappresentante regionale, en esencia un "primus inter pares" – Inicialmente, el secretario tenía muy poco poder. Su tarea era simplemente la de organizar las reuniones.
Antes de ese momento las familias mafiosas no estaban conectadas por ninguna estructura colectiva. Según el juez Cesare Terranova "eran un mosaico de pequeñas repúblicas con sus fronteras definidas desde tiempos lejanos." Inicialmente la coordinación de la Comisión dentro de la organización estaba garantizada por reuniones informales entre los miembros más influyentes de las familias más poderosas. De hecho, la decisión de formar una comisión fue una formalización de estas reuniones ocasionales en un órgano permanente y colegiado.
En un principio, para evitar la concentración excesiva de poder en manos de unos pocos individuos, se decidió que sólo los "hombres de honor" que no detentasen una posición de liderazgo en sus propias familias – en otras palabras simples "soldados" – podrían ser designados como miembros de la Comisión. Esta regla se eliminó de inmediato debido a la oposición de algunos jefes de familia que amenazaron con abandonar el proyecto desde el principio.
La Comisión tenía dos competencias principales. La primera era la de resolver los conflictos entre familias mafiosas y entre miembros individuales, y hacer cumplir los códigos normativos de la Cosa Nostra. En segundo lugar, a la Comisión se le encomendó la regulación del uso de la violencia. Tenía autoridad exclusiva para ordenar el asesinato de los funcionarios policiales, fiscales y jueces, políticos, periodistas y abogados, ya que estos asesinatos podrían provocar represalias estatales. Para limitar los conflictos internos, se acordó que cada jefe de familia tenía que pedir autorización a la Comisión antes de matar a cualquier miembro de otra familia.
Hasta la década de 1980 las competencias de la Comisión fueron a menudo ignoradas debido a su carácter colegiado y la amplia autonomía de los jefes de cada familia. Solo cuando Totò Riina, Bernardo Provenzano y los Corleonesi impusieron sus normas, la Comisión se convirtió en un órgano de dirección centralizado. Sin embargo, la Comisión, de hecho, perdió su autonomía y se convirtió en un mero órgano de aplicación que hizo suyas las decisiones tomadas por Riina y Provenzano.

### La primera Comisión
Según Buscetta la primera Comisión estaba compuesta por "no muchos más de diez" y su número era variable. Entre los miembros de la primera Comisión en la provincia de Palermo estaban:
- Salvatore "Ciaschiteddu" Greco del mandamento de Ciaculli (Palermo)
- Antonio Matranga del mandamento de Resuttana (Palermo)
- Mariano Troia del mandamento de San Lorenzo (Palermo)
- Michele Cavataio del mandamento de Acquasanta  (Palermo)
- Calcedonio Di Pisa del mandamento de Noce (Palermo)
- Salvatore La Barbera del mandamento de Palermo Centro
- Cesare Manzella del mandamento de Cinisi
- Giuseppe Panno del mandamento de Casteldaccia
- Antonio Salamone del mandamento de San Giuseppe Jato
- Lorenzo Motisi del mandamento de Pagliarelli (Palermo)
- Salvatore Manno del mandamento de Boccadifalco (Palermo)
- Francesco Sorci del mandamento de Santa Maria di Gesù (Palermo)
- Mario Di Girolamo del mandamento de Corso Calatafimi (Palermo).

La Comisión, sin embargo, no fue capaz de evitar el estallido de una violenta guerra mafiosa en 1963. El casus belli fue una partida de heroína manipulada, y la posterior muerte de Calcedonio Di Pisa el 26 de diciembre de 1962, que fue considerado el responsable. En lugar de resolver el desacuerdo, la Comisión se convirtió en parte del conflicto interno.
El 30 de junio de 1963 un coche bomba explotó cerca de la casa de "Ciaschiteddu" Greco en Ciaculli, matando a siete policías y militares enviados para desactivarla después de una llamada telefónica anónima. La indignación por la Masacre de Ciaculli cambió lo que hasta entonces había sido una guerra entre clanes de la mafia en una guerra contra la mafia. Ello llevó a que aparecieran los primeros indicios de lucha contra la mafia por parte del Estado. La Comisión fue disuelta y muchos de los mafiosos que habían escapado del arresto huyeron al extranjero. "Ciaschiteddu" Greco huyó a Caracas, en Venezuela.
Según Buscetta, fue Michele Cavataio, jefe de la familia mafiosa de Acquasanta en Palermo, el responsable de la bomba de Ciaculli, y posiblemente también del asesinato del jefe Calcedonio Di Pisa a finales de 1962. Cavataio había perdido su influencia respecto de los Grecos en una guerra por el control del comercio al por mayor a mediados de 1950. Entonces Cavataio asesinó a Di Pisa a sabiendas de que los hermanos La Barbera habrían sido culpabilizados por los Greco y que por tanto se hubiera comenzado una guerra entre clanes.
Algunas familias mafiosas que recelaban del creciente poder de la Comisión en detrimento de la actuación libre e independiente de las familias apoyaban a Cavataio. Cavataio fue asesinado el 10 de diciembre de 1969, en la llamada Matanza de Viale Lazio en Palermo como represalia de los eventos ocurridos en 1963. La composición del escuadrón, de acuerdo con las declaraciones de Buscetta, fue una clara indicación de que el asesinato había sido acordado en conjunto por todas las grandes familias de la mafia siciliana: no sólo se incluyó a Calogero Bagarella de Corleone, y a un miembro de la familia de Stefano Bontate en Palermo, sino también a un soldado de la familia de Giuseppe Di Cristina en el otro extremo de Sicilia, en Riesi.

### Triunvirato
La represión en la mafia dio como resultado un periodo de relativa paz – una "pax mafiosa" – mientras muchos mafiosos fueron encarcelados o expulsados de la mafia. La sentencia del proceso de Catanzaro contra la mafia en diciembre de 1968 dio lugar a numerosas sentencias absolutorias o pequeñas condenas por asociación para delinquir. La gran mayoría de los mafiosos tuvieron que ser liberados dado el tiempo que había pasado a la espera de los juicios.
Bajo estas circunstancias, la Comisión fue restablecida en 1970, y estaría integrada por diez miembros, pero inicialmente fue dirigida por un triunvirato formado por Gaetano Badalamenti, Stefano Bontate y el jefe corleonés Luciano Leggio, a pesar de que fue Salvatore Riina, quien en realidad representaba a los corleonesi, sustituyendo a Leggio, que se encontraba huido hasta su arresto en 1974.
En 1974 la comisión en su totalidad fue restaurada bajo la dirección de Gaetano Badalamenti. Entre los miembros estaban:
- Gaetano Badalamenti del mandamento de Cinisi
- Stefano Bontate del mandamento de Santa Maria di Gesù (Palermo)
- Luciano Leggio del mandamento de Corleone, substituido por Salvatore Riina hasta que Leggio fue arrestado en 1974
- Antonio Salamone del mandamento de San Giuseppe Jato, con frecuencia substituido por Bernardo Brusca (padre de Giovanni Brusca)
- Rosario Di Maggio del mandamento de Passo di Ragano (Palermo)
- Salvatore Scaglione del mandamento de Noce  (Palermo)
- Rosario Riccobono del mandamento de Partanna (Palermo)
- Giuseppe Calò del mandamento de Porta Nuova  (Palermo)
- Filippo Giacalone del mandamento de San Lorenzo  (Palermo)
- Michele Greco del mandamento de Ciaculli  (Palermo)
- Nenè Geraci del mandamento de Partinico

(Varios pentiti, como Salvatore Cancemi, Francesco Di Carlo y Giovanni Brusca afirmaban que Giuseppe Farinella, del mandamento de Gangi-San Mauro Castelverde, Francesco Intile del mandamento de Caccamo y Antonio Mineo del mandamento de Bagheria, también fueron o llegaron a ser miembros de la Comisión.)
Durante estos años las tensiones entre diferentes coaliciones dentro de la Comisión aumentaron. En este período, la Comisión estaba cada vez más dominada por la coalición dirigida por Totò Riina y Bernardo Provenzano, opuesta a Gaetano Badalamenti y Stefano Bontate. Riina y Provenzano formaron en secreto una alianza de mafiosos de diferentes familias dejando al lado las divisiones entre clanes, desafiando las normas de la Cosa Nostra. Este grupo "interfamiliar" será conocido como los Corleonesi. En cambio, el ala encabezada por Badalamenti y Bontate defendía la existencia de un equilibrio de poder entre las distintas familias y la Comisión.
Gracias a una astuta manipulación de las reglas y la eliminación de sus rivales más poderosos (en particular los asesinatos en 1978 de Giuseppe Calderone y Giuseppe Di Cristina, miembros de la Comisión Interprovincional) la coalición de los Corleonesi fue capaz de aumentar su poder dentro de la Comisión. Sus rivales se vieron desbordados y perdieron todo poder de contraataque. Junto con la violencia, los corleoneses también impusieron astutamente su supremacía explotando una competencia que ofrecía la Comisión: el poder de inhabilitar a los líderes de las familias y elegir en su nombre a un reggente, un jefe temporal.

### La Comisión de 1978
En 1978, Gaetano Badalamenti fue expulsado de la Comisión y como jefe de su familia. Michele Greco lo reemplazó como secretario de la Comisión. La eliminación de Badalamenti marcó el final de un período de relativa paz y significó un cambio importante en la propia mafia. En 1978, la Comisión estaba integrada por:
- Michele Greco del mandamento de Ciaculli (Palermo), actuando como secretario
- Salvatore Riina, del mandamento de Corleone, a menudo acompañado por Bernardo Provenzano
- Stefano Bontate del mandamento de Santa Maria di Gesù (Palermo)
- Salvatore Inzerillo del mandamento de Passo di Rigano (Palermo)
- Giuseppe Calò del mandamento de Porta Nuova (Palermo)
- Antonio Salamone del mandamento de San Giuseppe Jato, a menudo sustituido por Bernardo Brusca (padre de Giovanni Brusca) ya que Salamone residía en São Paulo, Brasil
- Salvatore Scaglione del mandamento de Noce  (Palermo)
- Rosario Riccobono del mandamento de Partanna (Palermo)
- Francesco Madonia del mandamento de Resuttana (Palermo)
- Nenè Geraci del mandamento de Partinico
- Calogero Pizzuto representando la provincia de Agrigento
- Ignazio Motisi del mandamento de Pagliarelli (Palermo)

La Comisión se dividió entre los Corleonesi (Riina, Calò, Madonia, Brusca, Geraci, Pino Greco Scarpuzzedda, Motisi, Riccobono y Scaglione) y el grupo de Bontate, Inzerillo y Pizzuto. Un tercer grupo, formado por Michele Greco, Riccobono y Salamone no eran hostiles al grupo de Bontate, pero estaban en contra de Gaetano Badalamenti.
Mientras que las familias mafiosas más arraigadas de la ciudad de Palermo se abstuvieron de matar abiertamente a autoridades debido a que atraía en exceso la atención de la policía, los Corleonesi mataban deliberadamente para intimidar a las autoridades de tal manera que la sospecha cayese sobre sus rivales de la Comisión. En 1979 Pino Greco de Ciaculli, también conocido como Scarpuzzedda  y sicario favorito de Riina entró en la Comisión.
En lugar de evitar conflictos, la Comisión cada vez más se convirtió en un instrumento en la lucha por el poder que a la larga conduciría a la cuasi-dictadura de Toto Riina. Los miembros de la Comisión ya no se elegían libremente entre las provincias sino que eran elegidos sobre la base de su lealtad a la facción de Riina, y se convocaba finalmente solamente para legitimar decisiones que ya se habían tomado de antemano.

### Segunda Guerra de la Mafia
La Segunda guerra de la mafia duró desde 1981 a 1983. El 23 de abril de 1981, Bontate fue asesinado a tiros dentro de su automóvil en Palermo. El fiel aliado de Bontate, Salvatore Inzerillo, fue asesinado tres semanas después con el mismo kalashnikov. Los corleonesi ejecutaban a los jefes mafiosos de la ciudad de Palermo para tomar el control de la organización mientras libraban una guerra paralela contra las autoridades políticas y judiciales italianas en un acto de intimidación y para frenar posibles investigaciones y enjuiciamientos. Más de 200 mafiosos fueron asesinados y muchos otros simplemente desaparecieron.
En 1982 los miembros de la Comisión eran:
- Salvatore Riina y Bernardo Provenzano del mandamento de Corleone
- Giuseppe Calò del mandamento de Porta Nuova (Palermo)
- Michele Greco del mandamento de Ciaculli  (Palermo)
- Giovanni Scaduto del mandamento de Bagheria
- Rosario Riccobono del mandamento de Partanna (Palermo)
- Francesco Madonia del mandamento de Resuttana  (Palermo)
- Andrea Di Carlo del mandamento de Altofonte
- Nenè Geraci del mandamento de Partinico
- Bernardo Brusca del mandamento de San Giuseppe Jato
- Mariano Agate del mandamento de Mazara del Vallo (provincia de Trapani)
- Pino Greco de Ciaculli

La Comisión estaba dominada ahora por Riina y Provenzano. Cada vez más la independencia de las familias fue sustituida por el régimen autoritario de Riina. Las ejecuciones no finalizaron aun cuando los rivales de los Corleonesi habían sido derrotados. El que pudiera desafiar a Riina o quien ya no le resultara útil era eliminado. Rosario Riccobono y una docena de hombres de su clan fueron asesinados en noviembre de 1982. En 1985 Pino Greco, el sicario favorito de Riina, fue asesinado por orden de Riina, quien creía que Greco estaba resultando ser una persona demasiada ambiciosa.
La Comisión, de hecho, perdió su autonomía y se convirtió en un mero órgano de aplicación que hizo suyas las decisiones dictadas por Riina y Provenzano y su grupo cercano de aliados. Según Buscetta: "Con el poder adquirido por los corleoneses y sus aliados, la Comisión ya sólo tenía un valor puramente formal … las decisiones se tomaban antes … y la Comisión no era más que el fiel ejecutor de sus órdenes."
Mientras tanto,  se formaron nuevos mandamenti en 1983, cuyos miembros entraron en la Comisión: Raffaele Ganci del mandamento de Noce, Giuseppe Giacomo Gambino del mandamento de San Lorenzo, Matteo Motisi del mandamento de Pagliarelli y Salvatore Buscemi del mandamento de Passo di Rigano-Boccadifalco. En 1986-87 el mandamento de Santa Maria di Gesù (el antiguo feudo de Stefano Bontate) fue reincorporado, representado por Pietro Aglieri.
A causa de las detenciones y como consecuencia de las revelaciones de los pentiti como Tommaso Buscetta, Salvatore Contorno, Francesco Marino Mannoia y Antonino Calderone, y el Maxi Proceso en la década de 1980 muchos miembros de la Comisión acabaron entre rejas. Fueron sustituidos por el llamado sostituto o reggente.

### La Comisión en 1992
En 1992 la Comisión que había decidido asesinar al político y mano derecha del primer ministro Giulio Andreotti, Salvo Lima, y a los jueces Giovanni Falcone y Paolo Borsellino estaba compuesta por:
- Salvatore Riina y Bernardo Provenzano del mandamento de Corleone
- Salvatore Cancemi del mandamento de Porta Nuova (Palermo), sustituyendo a Giuseppe Calò que estaba encarcelado
- Raffaele Ganci del mandamento de Noce (Palermo)
- Matteo Motisi del mandamento de Pagliarelli (Palermo)
- Salvatore Biondino y/o Mariano Tullio Troia del mandamento de San Lorenzo (Palermo), sustituyendo a Giuseppe Giacomo Gambino que estaba en prisión
- Pietro Aglieri y Carlo Greco del mandamento de Guadagna-Santa Maria di Gesù (Palermo)
- los hermanos Giuseppe Graviano y Filippo Graviano del mandamento de Brancaccio-Ciaculli, sustituyendo a Giuseppe Lucchese que estaba en prisión
- Francesco Madonia del mandamento de Resuttana (Palermo)
- Michelangelo La Barbera del mandamento de Passo di Rigano-Boccadifalco (Palermo), sustituyendo a Salvatore Buscemi que estaba en prisión
- Giuseppe Farinella del mandamento de Gangi-San Mauro Castelverde
- Giovanni Brusca del mandamento de San Giuseppe Jato, sustituyendo a su padre Bernardo Brusca que estaba encarcelado
- Giuseppe Montalto del mandamento de Villabate, sustituyendo a su padre Salvatore Montalto que estaba encarcelado
- Antonino Giuffrè del mandamento de Caccamo
- Nenè Geraci del mandamento de Partinico
- Benedetto Spera del mandamento de Belmonte Mezzagno

### La nueva mafia de Provenzano
Provenzano propuso una estrategia más pacífica en lugar de la antigua estrategia terrorista de 1993 contra el Estado para conseguir que diese marcha atrás en su ofensiva contra la mafia después de los asesinatos de los fiscales antimafia Giovanni Falcone y Paolo Borsellino. Después de unos meses del arresto de Riina, los corleonesi cometieron una serie de atentados contra varios lugares turísticos de la península italiana –  la Via dei Georgofili en Florencia, Via Palestro en Milán, la plaza de San Juan de Letrán y Via San Teodoro en Roma, que dejó 10 muertos y 93 heridos así como graves daños en edificaciones que conforman el patrimonio cultural del país como es la Galería Uffizi.
Las nuevas directrices de Provenzano fueron la paciencia, la convivencia con las instituciones del Estado y la infiltración sistemática en las finanzas públicas. El diplomático Provenzano trató de detener el flujo de pentiti al no punir a sus familias, y sólo usando la violencia en casos de absoluta necesidad. Provenzano supuestamente restableció las antiguas reglas de la mafia que habían sido abolidas por Totò Riina ante sus ojos cuando, junto con este y Leoluca Bagarella, comandaba la facción de los Corleonesi.
Giovanni Brusca – uno de los sicarios de Riina, quien personalmente hizo detonar la bomba que mató a Falcone, y más tarde se convirtió en colaborador de la justicia después de su arresto en 1996  – ha ofrecido una versión polémica de la captura de Totò Riina: un acuerdo secreto entre los oficiales de los Carabinieri,  agentes secretos y jefes de la Cosa Nostra cansados de la dictadura de Riina. Según Brusca, Provenzano "vendió" a Riina a cambio de su valuoso archivo de material comprometedor que Riina conservaba en su apartamento de Via Bernini 52 en Palermo.
Al parecer, la mafia siciliana en la actualidad se divide entre aquellos jefes que apoyan una línea dura contra el Estado italiano - sobre todo los jefes que en la actualidad se encuentran en la cárcel, Salvatore 'Totò' Riina y Leoluca Bagarella – y los que apoyan la estrategia más moderada de Provenzano. Los jefes encarcelados están sujetos a un duro control y totalmente aislados el mundo exterior, cosa que limita su capacidad de ordenar operaciones bajo el artículo 41-bis. (El grupo de derechos humanos Amnistía Internacional ha expresado su preocupación de que el régimen de 41 bis pueda en algunos casos comportar un trato "cruel, inhumano o degradante" para los prisioneros.)
Antonino Giuffrè - un cercano confidente de Provenzano, convertido en pentito poco después de su captura en abril de 2002 -  proclamó que en 1993, Cosa Nostra había tenido contacto directo con los representantes del ex primer ministro Silvio Berlusconi mientras se planeaba el nacimiento de Forza Italia. La tratativa habría tenido que ver con la derogación del 41 bis, entre otras leyes antimafia, a cambio de la entrega de beneficios electorales en Sicilia. Las declaraciones de Giuffrè no han sido confirmadas.
Durante una comparecencia ante el tribunal en julio de 2002, Leoluca Bagarella insinuó que algunos políticos habían fallado en mantener los acuerdos con la mafia sobre las condiciones carcelarias de los mafiosos. "Estamos cansados de ser explotados, humillados, acosados y utilizados como mercancía por los partidos políticos" dijo. Sin embargo, el Parlamento italiano, con el apoyo de Forza Italia, posteriormente prolongó la aplicación del 41 bis, que vencía en 2002, por otros cuatro años y lo extendió a otros delitos como el terrorismo. Sin embargo, de acuerdo con una de las principales revistas de Italia, L’Espresso,  119 mafiosos - una quinta parte de las personas encarceladas bajo el régimen de 41 bis – habían sido liberados de forma individualizada.

### División y rivalidad
En el año 2002 se hizo evidente una escisión dentro de la Cosa Nostra. Por un lado estaban los que defendían la línea dura, los Corleonesi, ya encarcelados – liderados por Totò Riina y Leoluca Bagarella – y por el otro los más moderados "Palermitani" – dirigidos por Provenzano, Antonino Giuffrè, Salvatore Lo Piccolo y Matteo Messina Denaro. Al parecer, la detención de Giuffrè en abril de 2002 fue posible gracias a una llamada anónima que parece haber sido hecha por los leales a Riina y Bagarella. El propósito era enviar un mensaje a Provenzano. Los jefes encarcelados querían que se hiciera algo acerca de las condiciones carcelarias (en particular, la flexibilización del régimen de prisión 41 bis) y se hipotetiza que esta deriva tomada era la orquestación de un retorno a la violencia mientras cumplen condenas perpetuas.
Objetivos iban a ser Marcello Dell'Utri y el exministro de Defensa Cesare Previti, ambos asesores cercanos del entonces primer ministro Silvio Berlusconi, de acuerdo con un informe filtrado por el servicio de inteligencia SISDE. Riina y Bagarella se sintieron traicionados por sus aliados políticos en Roma, quienes les habían prometido ayudarlos promulgando leyes para suavizar las condiciones carcelarias y reducir las condenas de sus miembros encarcelados a cambio del apoyo de la Mafia en las urnas. El informe SISDE revela que los mafiosos creían que el hecho de asesinar a cualquiera de estos dos controvertidos miembros del partido Forza Italia de Berlusconi - los dos con diferentes acusaciones penales - haría mucho menos probable el resurgimiento de indignación y represión policial que siguió a los asesinatos de 1992 de los admirados fiscales Giovanni Falcone y Paolo Borsellino.
Según la prensa, cuando Provenzano fue trasladado a la prisión de alta seguridad en Terni, el hijo de Totò Riina, Giovanni Riina, que ha sido condenado a cadena perpetua por tres asesinatos, gritó que Provenzano era un "sbirro" –una expresión popular italiana peyorativa para designar a un oficial de policía–. El pentito Antonino Giuffrè ha dicho en octubre de 2005 que había habido rumores dentro de la Cosa Nostra de que Provenzano era un confidente de los carabineros mientras se encontraba huido.

### Después del arresto de Provenzano
Tras la detención de Bernardo Provenzano el 11 de abril de 2006 - el mismo día en que Romano Prodi conseguía la victoria en las elecciones generales de 2006 contra Silvio Berlusconi – fueron mencionados algunos mafiosos como sucesores de Provenzano. Entre ellos, Matteo Messina Denaro (de Castelvetrano en la provincia de Trapani), Salvatore Lo Piccolo (jefe de la zona de Tommaso Natale y del mandamento de San Lorenzo en Palermo), y Domenico Raccuglia de Altofonte. Provenzano supuestamente designó a Messina Denaro en uno de sus pizzini – pequeños trozos de papel usados para comunicarse con otros mafiosos a fin de evitar las conversaciones telefónicas, hallados en el lugar que se escondía Provenzano.
Ello presupone que Provenzano tiene el poder de nombrar a un sucesor, lo cual no es aceptado por unanimidad entre los observadores de la mafia. "La mafia es hoy más una federación y menos un Estado autoritario", declara el fiscal antimafia Antonio Ingroia de la Direzione distrettuale antimafia (DDA) de Palermo, en referencia al período anterior de gobierno autoritario de Salvatore Riina. Provenzano "estableció una especie de directorio de cuatro a siete personas que se reunían con muy poca frecuencia,  solo cuando era necesario, cuando había solo decisiones estratégicas que tomar."
Según Ingroia "en una organización como la mafia, un jefe tiene que estar un paso por encima de los demás, de lo contrario todo se desmorona. Todo depende de si es capaz de gestionar el consenso y si los demás están de acuerdo o en rebeldía." Provenzano "garantizaba una cierta estabilidad, porque tenía la autoridad para acallar las disputas internas". Entre los miembros del directorio estaban Salvatore Lo Piccolo; Antonino Giuffrè de Caccamo; Benedetto Spera de Belmonte Mezzagno; Salvatore Rinella de Trabia; Giuseppe Balsano de Monreale; Matteo Messina Denaro de Castelvetrano; Vincenzo Virga de Trapani; y Andrea Manciaracina de Mazara del Vallo.
Después de los arrestos de Benedetto Spera, Vincenzo Virga (ambos en 2001) y Antonino Giuffrè en 2002 (que decidió cooperar con las autoridades), el liderazgo de la Cosa Nostra quedó bajo tutela de los fugitivos Bernardo Provenzano, Salvatore Lo Piccolo y Matteo Messina Denaro. Tras la captura de Provenzano en abril de 2006, el informe de los servicios de inteligencia italiano advirtió de "tensiones emergentes" entre los grupos como consecuencia del fracaso de Provenzano para designar a Salvatore Lo Piccolo o a Matteo Messina Denaro como sucesor. La Dirección de Investigación Antimafia (DIA) advirtió que la captura de Provenzano podría brindar la oportunidad a los líderes mafiosos de regresar a la violencia como medio de expresión de su poder.
Dos meses después del arresto de Provenzano, el 20 de junio de 2006, las autoridades emitieron 52 órdenes de arresto contra la cúpula de Cosa Nostra en la ciudad de Palermo (Operación Gotha). El estudio de los pizzini  mostró que los lugartenientes más estrechos de Provenzano en Palermo eran Salvatore Lo Piccolo y Antonio Rotolo, capo-mandamento de Pagliarelli. En un mensaje refiriéndose a una decisión importante para la Cosa Nostra, Provenzano dijo a Rotolo: "Todo depende de usted, de mí y de Lo Piccolo para decidir esto."
Las investigaciones demostraron que Rotolo había construido una especie de federación dentro de la mafia, que comprendía 13 familias agrupadas en cuatro clanes. Su mano derecha era Antonio Cinà – que solía ser el médico personal de Salvatore Riina y de Provenzano –  y el constructor Francesco Bonura. La ciudad de Palermo fue gobernada por este triunvirato en sustitución de la Comisión, cuyos miembros permanecen todos en prisión.
Lo que emergió también fue que la posición de Salvatore Lo Piccolo era discutida. Las autoridades dijeron haber evitado un estallido de guerra dentro de la Cosa Nostra. El primer enfrentamiento habría sido entre Rotolo y Lo Piccolo. Lo que desencadenó la crisis fue una petición de vuelta a Sicilia de la familia Inzerillo, uno de los clanes, cuyos dirigentes - entre ellos Salvatore Inzerillo – habían sido asesinados por los Corleonesi durante la Segunda Guerra de la Mafia en la década de 1980 y que se encuentran en el exilio en EE. UU. Rotolo había aprobado una sentencia de muerte a Lo Piccolo y su hijo, Sandro, incluso antes del arresto de Provenzano  – e incluso había adquirido los barriles de ácido que se utilizan para disolver los cuerpos de sus rivales muertos.

### Reconstrucción frustrada
En diciembre de 2008, fue frustrado un intento de reconstrucción de una nueva Comisión, cuando 94 mafiosos fueron detenidos tras una investigación de nueve meses llamada "Operación Perseo". De las conversaciones telefónicas intervenidas y de la vigilancia, la policía había obtenido una lista completa de los presentes y de los que habían enviado sus disculpas por no asistir así como los detalles de los temas tratados y las decisiones adoptadas.
El objetivo, como revelaron las escuchas intervenidas a mafiosos, era "restablecer Cosa Nostra" al viejo estilo, con un solo omnipotente jefe, un "capo di capi". Benedetto Capizzi, un jefe de 65 años de edad, de Villagrazia, había sido designado como posible líder de la Comisión. Entre otros miembros estaban otros históricos jefes de la Cosa Nostra, como Gerlando Alberti, Gregorio Agrigento de San Giuseppe Jato, Giovanni Lipari, Gaetano Fidanzati, Giuseppe Scaduto de Bagheria y Salvatore Lombardo, el anciano jefe de 87 años de Montelepre. Muchos de los detenidos habían sido recientemente liberado de la prisión por motivos de salud, y estaban cumpliendo sus condenas bajo arresto domiciliario.
Entre los jefes más jóvenes estaban Gianni Nicchi, el joven jefe de Pagliarelli y Giuseppe Biondino, el hijo de Salvatore Biondino que había sido el chofer de Riina. Se celebró una cumbre previa el 14 de noviembre de 2008, con Lo Presti, Scaduto, Capizzi – y también Nicchi. La nueva Comisión tuvo la bendición de los antiguos jefes Totò Riina y Bernardo Provenzano, así como de Matteo Messina Denaro, el jefe de la provincia de Trapani. Sin embargo, no todos estaban de acuerdo. Gaetano Lo Presti de la familia de Porta Nuova se opuso a la elección de Capizzi como nuevo jefe. Se suicidó después de su arresto. La policía temía el estallido de una nueva guerra mafiosa y decidió intervenir.  Nicchi y Fidanzati escaparon a las detenciones, pero fueron capturados más tarde.